# Oktoberrevolutionens ö
Oktoberrevolutionens ö (ryska: óстров Октя́брьской Револю́ции) är en obebodd rysk ö i ögruppen Severnaja Zemlja i Norra ishavet. 
Den upptäcktes av Boris Vilkitskij år 1913 under den hydrografiska expeditionen i Norra ishavet och är uppkallad efter oktoberrevolutionen. Ön är till mer än hälften täckt av fem kupolformade glaciärer åtskilda av tundra eller polaröken. Den högsta punkten, Karpinskijberget, är uppkallad efter den ryska geologen Aleksandr Karpinskij. Berggrunden domineras av paleozoikiska bergarter från tiden mellan kambrium och devon.
Öns topografi har undersökts i detalj från rymden med hjälp av satelliter från det tyska forskningsprogrammet TanDEM-X.